# جائزة كندا الكبرى 2002
جائزة كندا الكبرى 2002 (بالإنجليزية: 2002 Canadian Grand Prix)‏ هو سباق فورمولا 1 أقيم بتاريخ 9 يونيو 2002 في حلبة جيل فيلنوف، مونتريال، كندا. كان الثامن من أصل 17 في بطولة العالم لسباقات الفورمولا واحد موسم 2002. حلّ الألماني مايكل شوماخر أولا بينما جاء البريطاني ديفيد كولتهارد في المركز الثاني وحصل على المركز الثالث البرازيلي روبنز باركيلو.